# Šarišské Bohdanovce
Šarišské Bohdanovce (em húngaro: Sárosbogdány) é um município da Eslováquia, situado no distrito de Prešov, na região de Prešov. Tem 9,36 km² de área e sua população em 2018 foi estimada em 872 habitantes.

## Demografia
| Ano:        | 1994 | 2004   | 2014    | 2024    |
| ----------- | ---- | ------ | ------- | ------- |
| Broj ljudi: | 616  | 644    | 788     | 1024    |
| Razlika:    |      | +4,54% | +22,36% | +29,94% |

| Ano:               | 2023 | 2024   |
| ------------------ | ---- | ------ |
| Número de pessoas: | 1017 | 1024   |
| Diferença:         |      | +0,68% |